# Typisch RTL
Typisch RTL is een Nederlands televisieprogramma dat, ter gelegenheid van het 20-jarig bestaan van de zender, uitgezonden werd op RTL 4.
In het programma blikt presentator Peter van der Vorst terug op de 20-jarige historie van RTL 4. Tussen de interviews door leveren (oud-)RTL 4-gezichten en andere bekende Nederlanders commentaar op de besproken programma's.

## Gasten en besproken programma's
Aflevering 1 (23 oktober 2009, 521.000 kijkers)
- Hans Kazàn (Prijzenslag en diverse goochel-tv-shows)
- Caroline Tensen (omroepster, Wie ben ik? en Het spijt me)
- Jeroen Pauw (RTL Nieuws)
- Loretta Schrijver (RTL Nieuws)
- Viola Holt (De 5 Uur Show, TV Romantica)
- Catherine Keyl (De 5 Uur Show)
- en verder: het begin van RTL Véronique en Gáán met die banaan (met Patty Brard)

Aflevering 2 (30 oktober 2009, 871.000 kijkers)
- Leontine Borsato (Rad van Fortuin)
- Jette van der Meij (Goede tijden, slechte tijden)
- Henny Huisman (Mini-playbackshow)
- Frits Barend en Henk van Dorp (Barend & Van Dorp)
- en verder: Eigen Huis & Tuin, Wie ben ik?, Ron's Honeymoonquiz (met Ron Brandsteder) en Vrienden voor het leven

Aflevering 3 (6 november 2009, 598.000 kijkers)
- Irene Moors en Carlo Boszhard (Telekids)
- Daphny Muriloff (uitvoerend producente en "De Buurvrouw" Telekids)
- Actrices uit Vrouwenvleugel: Liz Snoijink, Jetty Mathurin, Maja van den Broecke, Dela Maria Vaags, Funda Müjde & Barbara Gozens
- Paul Jambers (Jambers en Jambers Magazine)
- en verder: Showtime (met Albert Verlinde en Paulien Huizinga), De Sterren Playbackshow (met Henny Huisman), Het spijt me (met Caroline Tensen), Moppentoppers (met Ron Brandsteder)

Aflevering 4 (13 november 2009, 562.000 kijkers)
- Henny Huisman (Surpriseshow)
- Acteurs uit Baantjer: Piet Römer, Victor Reinier, Marian Mudder en Martin Schwab
- Catherine Keyl (talkshow Catherine)
- acteurs uit Het zonnetje in huis: Martine Bijl en John Kraaykamp jr.
- en verder: 't Is hier fantasties (met Ursul de Geer), M'n dochter en ik, de Ware Woensdagavond Film (ook wel: Waargebeurde Verhalen)

Aflevering 5 (20 november 2009, 660.000 kijkers)
- Willibrord Frequin (De Week van Willibrord)
- Marco Kraal en Ed Stoop (Vis Tv)
- Hans van der Togt (Het Rad van Fortuin)
- acteurs uit Kees & Co (1997-2006): Simone Kleinsma, Rik Hoogendoorn, Esther Roord, Amber Teterissa, Robin Tjon Pian Gi, Nikkie Plessen, Sascha Visser en Femke Mostert
- en verder: Karaoke op 4 (met Gerard Joling), Commissaris Rex, Miss Millecam (met Sylvia Millecam), Lucky Letters (met Victor Reinier), Afscheidsconcert Linda, Roos & Jessica, De André van Duin Show/De Van Duin Show/Bij Van Duin (met André van Duin)

Aflevering 6 (27 november 2009, 651.000 kijkers)
- Martijn Krabbé (In Holland staat een Huis)
- Max Westerman en Erik Mouthaan (RTL Nieuws)
- Chazia Mourali (De zwakste schakel)
- Sander Janson, Corine Boon, Marit van Bohemen en Jessica Mendels (Campinglife)
- Albert Verlinde (RTL Boulevard)
- en verder: Westenwind

Aflevering 7 (4 december 2009, 613.000 kijkers)
- Eric van Tijn, Jamai Loman, Raffaëla Paton en Nikki Kerkhof (Idols)
- Char Margolis (Char)
- Frans Bauer en Mariska Bauer (De Bauers)
- en verder: De 10 (met Reinout Oerlemans/ Peter van der Vorst), Het lijsttrekkersdebat van 2002 tijdens de finale van de Soundmixshow (met Henny Huisman), Monte Carlo (met Carlo Boszhard) en De Bachelor (met Irene Moors)

Aflevering 8 (11 december 2009, 549.000 kijkers)
- Liny van Oyen en Marja Middeldorp (Hoe schoon is jouw huis)
- Reinout Oerlemans (Goede tijden, slechte tijden, Heartbreak Hotel, Gekkenhuis, De 10, Pulse)
- winnaars van Dancing with the Stars: Julie Fryer, Marcus van Teijlingen, Barbara de Loor, Helga van Leur, Gwyneth van Rijn en Jamai Loman
- Wendy van Dijk (Ushi & Dushi, X Factor) en X Factor winaressen Sharon Kips (seizoen 1) en Lisa Hordijk (seizoen 2)
- en verder: CSI: Crime Scene Investigation/CSI: NY, Popstars: The Rivals (met Beau van Erven Dorens en Martijn Krabbé)

Aflevering 9 (18 december 2009, 512.000 kijkers)
- Linda de Mol (Ik hou van Holland en Gooische Vrouwen)
- Robert ten Brink (Het Moment van de Waarheid, Het Zesde Zintuig en All You Need Is Love)
- Elizabeth Hubbard (As the World Turns)
- René Froger, Natasja Froger, Maxim Froger en Didier Froger (De Frogers: Effe geen cent te makken en De Frogers: Helemaal Heppie)
- en verder: Baby's wil is wet (met Derek Ogilvie), Mijn Tent is Top (met Herman den Blijker) en De TV Kantine (met Carlo Boszhard en Irene Moors)